# Carnmenellis
Carnmenellis – wieś w Anglii, w Kornwalii. Leży 24 km na wschód od miasta Penzance i 388 km na zachód od Londynu.